# パリサ県

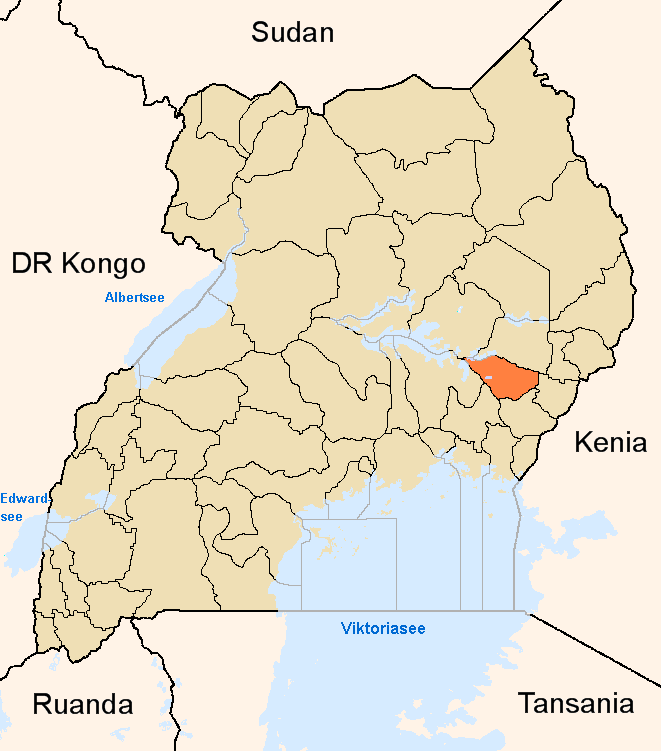
2001年から2005年のパリサ県

パリサ県 (パリサけん、Pallisa District) はウガンダ南東部、ブケディ西部の県。1991年にトロロ県から北部の4郡が分割され設置された。2005年7月1日に南東部のブダカ郡及び北部のブテボ郡東部のカコロ、カブワンガシ副郡、南部のキブク郡東部のキリカ、カダマ副郡がブダカ県として分割される予定であったが、境界紛争のため4副郡は移譲されていない。面積は 1625 km²でうち20.8%の 338 km²は水域である。パリサTCを含めパリサ郡に9、キブク郡に7、ブテボ郡に5の計21の副郡に101の教区が置かれている。主な住民はバントゥー系のグウェレ族が57%、ナイル系のテソ族が30%である。2002年の国勢調査人口は 300,729人。知事に相当する第5地域議会 (LC5) 議長はバンタリブ・イッサ・タリゴラ。

## 隣接する県
南にブタレジャ県、北にテソ地方のソロティ県、クミ県、ブケデア県、東にムバレ県、ムポロゴマ川を挟み南西にブソガのナムトゥンバ県、カリロ県と接する。
- ンゴラ県
- クミ県
- ブテボ県
- キブク県
- カリロ県
- ブイェンデ県
- セレレ県

## 脚註
1. ↑  Denis Ocwich, "Can Uganda’s economy support more districts? Archived 2015年5月29日, at the Wayback Machine.", New Vision, 8 Aug, 2005.
2. 1 2 3 4  PALLISA DISTRICT Orphans and Vulnerable Children Strategic plan 2007-2013